# Ejmiatsin Katedral
Hellige Ejmiatsin moderkatedral (armensk: Մայր Տաճար Սուրբ Էջմիածին tr. Mayr Tajar Surb Ejmiatsin) er en armensk kirke fra 300-tallet beliggende i byen Ejmiatsin.
Ejmiatsin Katedral  blev indskrevet på UNESCOs Verdensarvsliste i 2000.

## Galleri
| Katedralen i 2008 |
| Katedralen i 2008 |

| Katedralen i 1854, tegnet af herr Graeb efter August von Haxthausens skitser |
| Katedralen i 1854, tegnet af herr Graeb efter August von Haxthausens skitser |